# Veça
La veça o veça comuna (Vicia sativa) és una espècie de planta del gènere Vicia.

## Descripció
Les veces són plantes herbàcies anuals amb fulles compostes pinnades més o menys pubescents amb molts foliols que sovint acaben en un circell, a diferència del gènere Lathyrus (guixa) les tiges no són alades. Les flors són purpúries o més o menys violàcies, el llegum té de 5 a 12 granes. Al litoral occidental d'Espanya viu des de nivell de mar fins als 1500 m d'altitud.

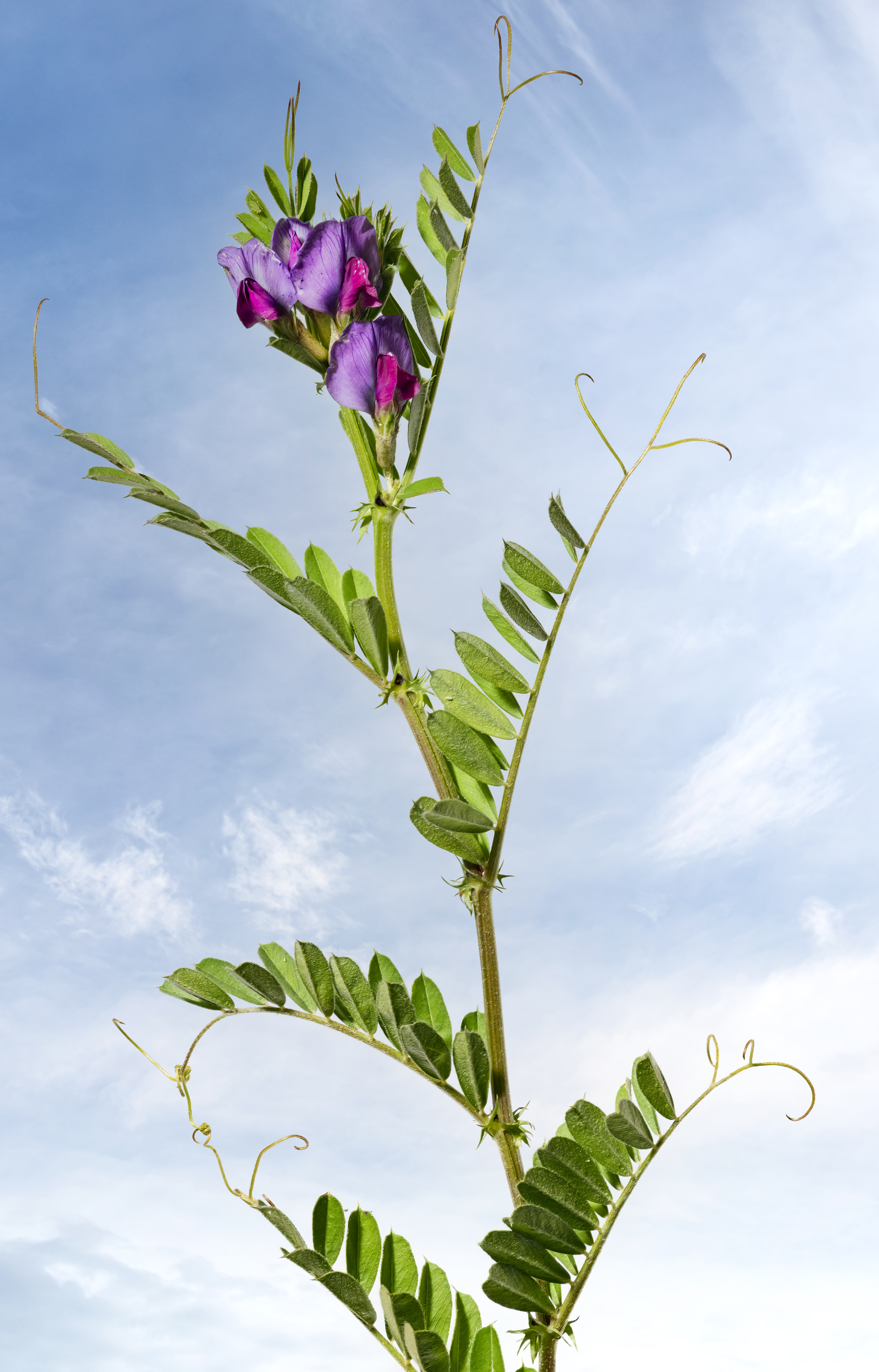
Habitus
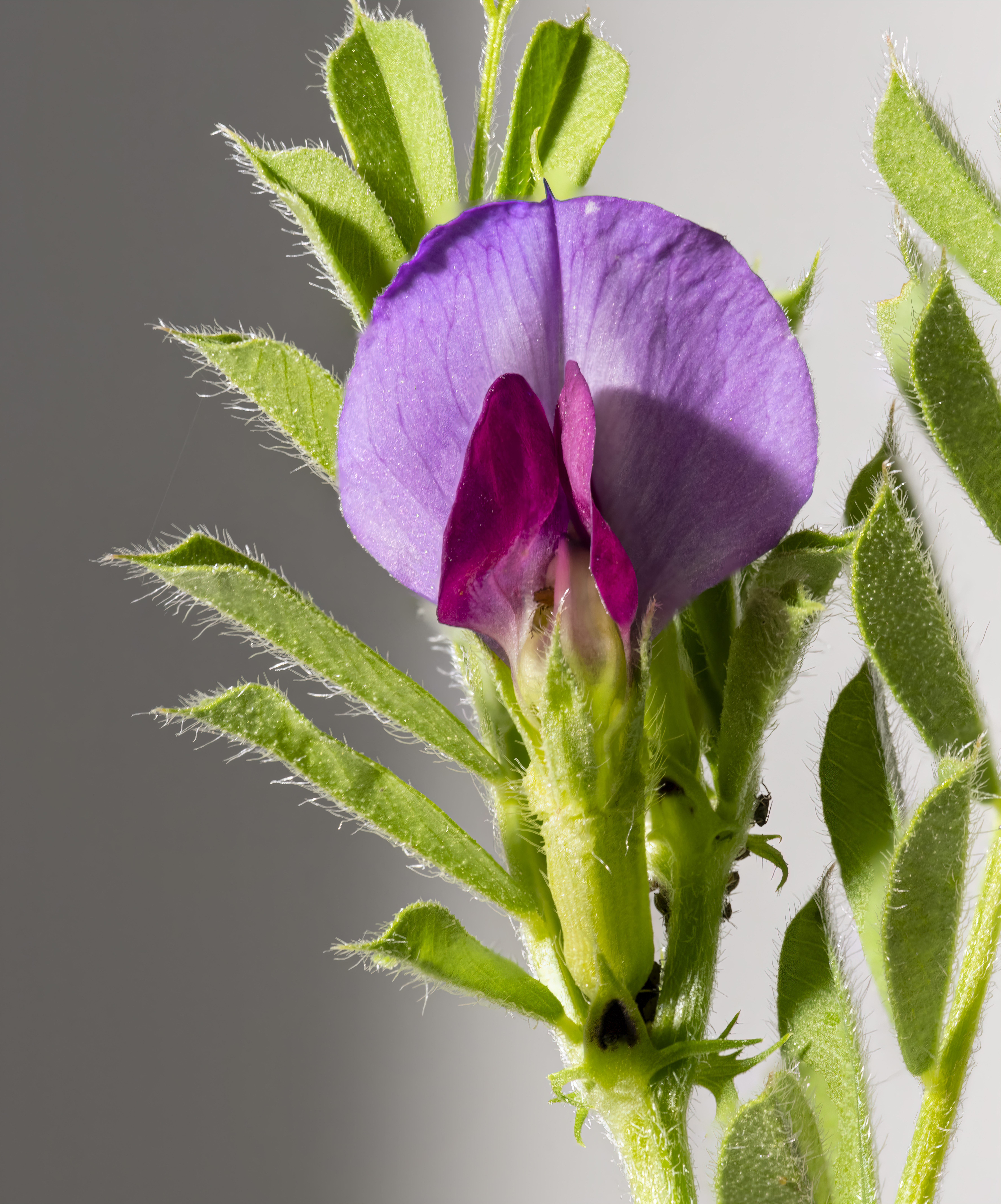
Flor comuna
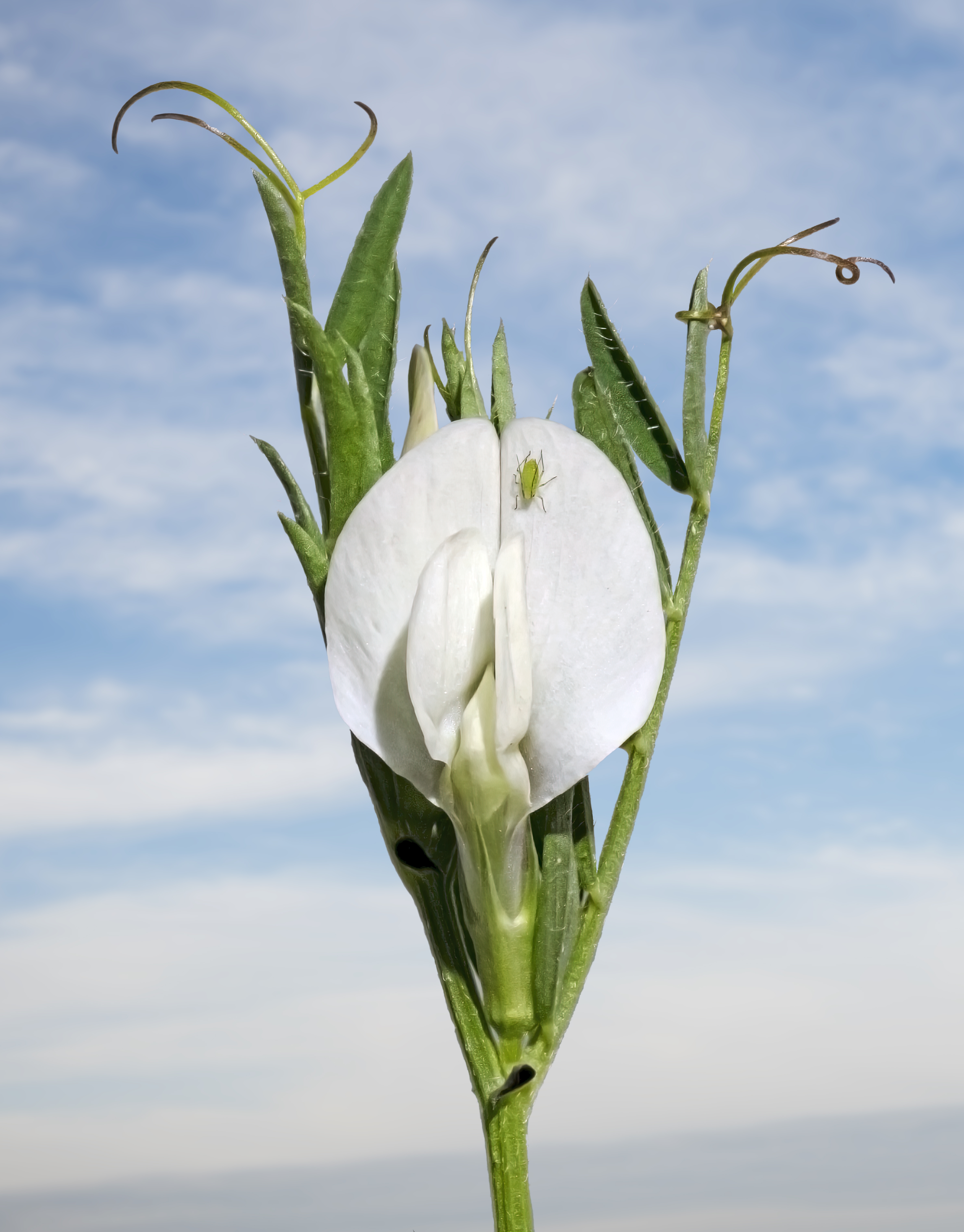
Flor blanca més rara
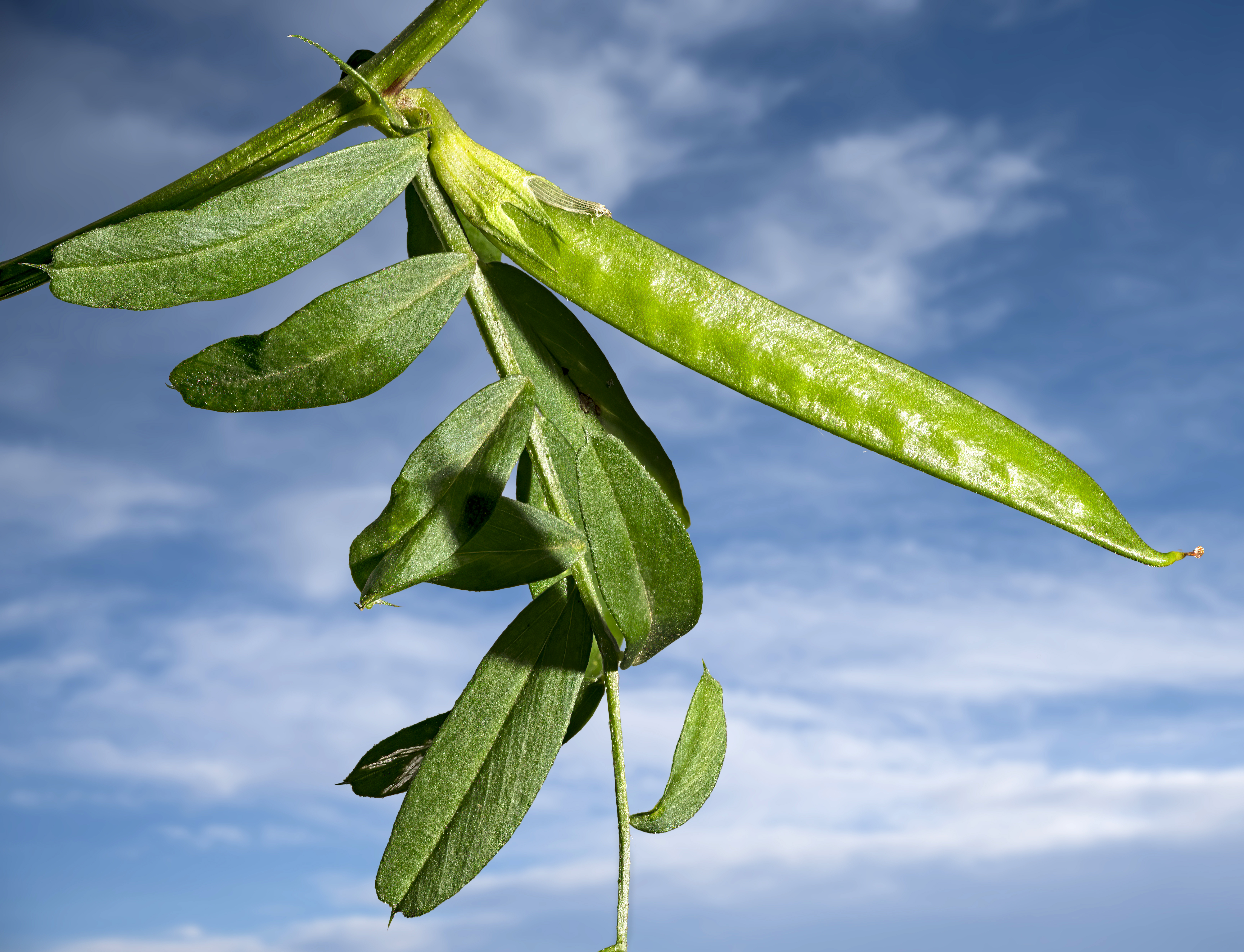
La beina

## Utilització

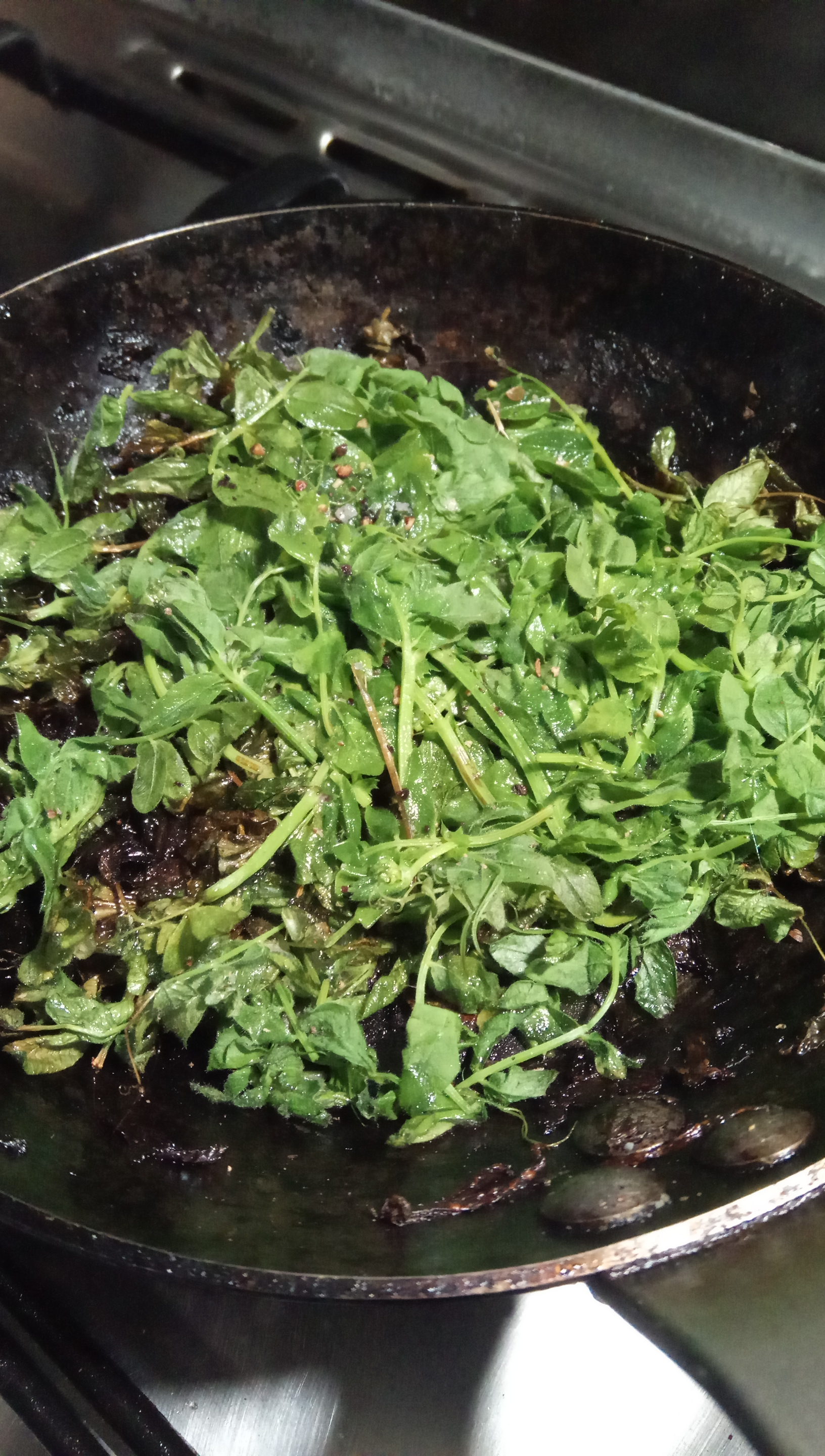
Fregit de veça (Vicia Sativa)

Les veces es poden conrear pel gra o per la planta sencera com a farratgera o per incorporar al terreny com adob verd. El gra conté substàncies antinutritives que fan que només la consumeixin determinats animals (és el menjar típic dels coloms). El farratge, collit amb la planta en floració, és de bona qualitat i apte per a tot tipus d'animals. És una planta rústega de fàcil conreu capaç de créixer ràpidament aprofitant un període de pluges de la primavera.

## Espècies similars
Les principals veces conreades són:
- Vicia sativa - Veça comuna
- Vicia ervillea
- Vicia villosa - Veça de la Cerdanya, molt coneguda i utilitzada a França

Vicia sativa fa flors solitàries i és una planta sense pèls mentre que V. ervillea i V. villosa són plantes piloses amb inflorescències en raïms.
Vicia sativa no resisteix les glaçades intenses en canvi V. villosa i V. ervillea sí.

## Subespècies de Vicia sativa

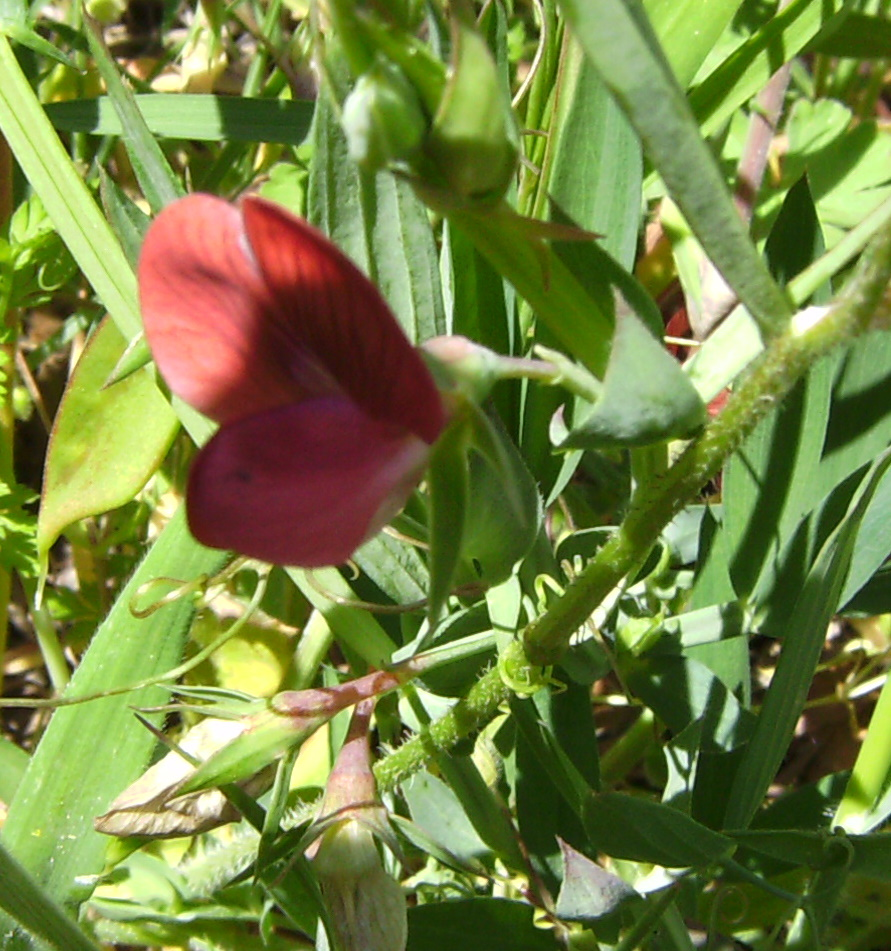
Flor de Vicia sativa ssp nigra silvestre a Castelltallat

- ssp nigra, amb flors de 10 a 30 mm folíols estretament oblongs o linears
- ssp amphicarpa, planta feble i petita amb tiges subterrànies
- ssp sativa, planta robusta cultivada i sovint silvestre

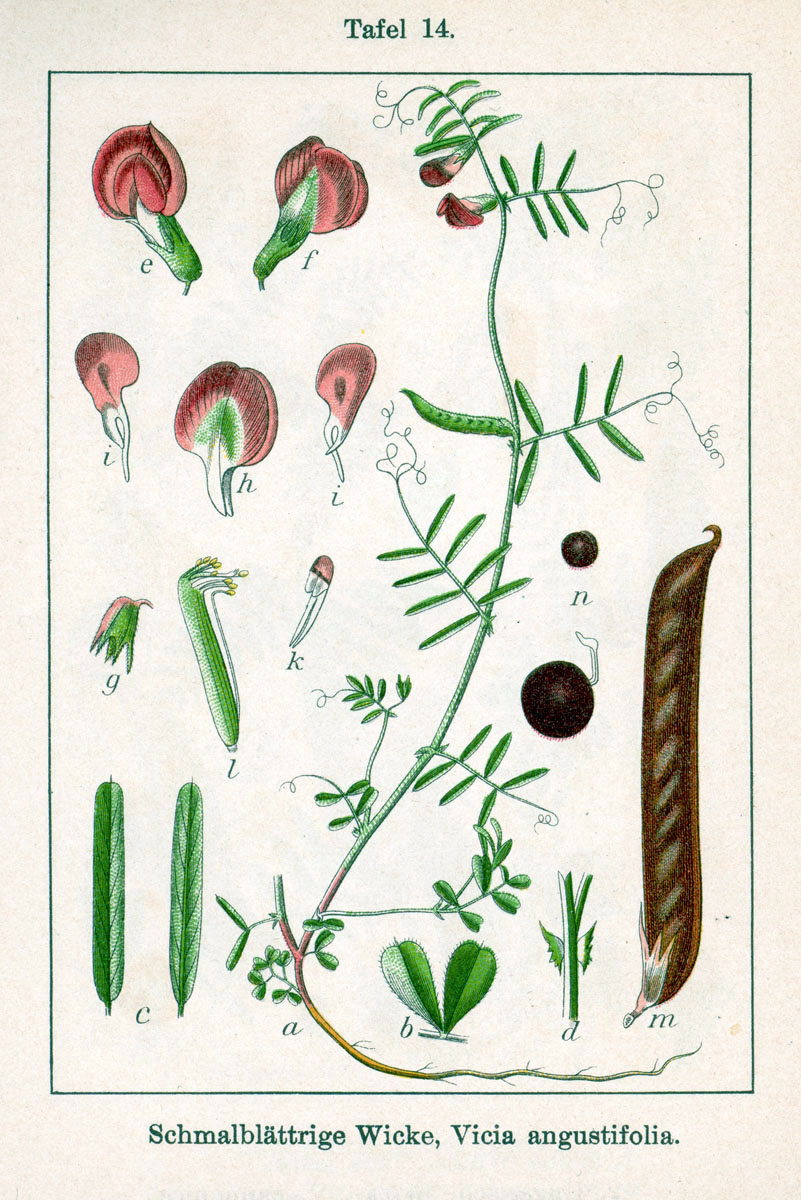
Una altra il·lustració de veça, aquesta feta pel Jacob Sturm i publicada el 1796 al llibre Deutschlands Flora in Abbildungen (La flora d'Alemanya en dibuixos), editat per Johann Georg Sturm.